# Selva Orejón
Selva Orejón (Barcelona, 1981) es una consultora experta en ciberseguridad e identidad digital y perito judicial; profesora universitaria y del ISPC Institut de Seguretat Pública de Catalunya, Escola de Policía, colaboradora en diversos programas de radio y televisión, como LA RED de (La Sexta), AR de Telecinco, Ahora Sonsoles de (Antena 3), Expediente Marlasca (La Sexta). Es autora de diversos ensayos sobre su especialidad. Es fundadora y directora de la agencia de inteligencia aplicada a reputación y gestión de crisis “Onbranding”.

## Desarrollo profesional
Licenciada en Ciencias de la Comunicación por la Universidad Ramon Llull, se especializó en publicidad y relaciones públicas y gestión de crisis. Realizó varios postgrados relacionados con la seguridad y la empresa: la diplomatura Inteligencia al servicio del estado y la empresa (impartido por la Universidad Internacional de Andalucía) y la diplomatura en Business administration and environment de la Universidad de Cambridge.
Fue directora de comunicación estratégica durante trece años en diversas compañías españolas: Repsol, Grupo Planeta, Grupo Atofina, Holtzbrink Group y Grupo Agrolimen. 
Durante su etapa como directora para España y América Latina de la red social alemana SchülerVZ, fue testigo de los primeros ciberataques y extorsiones, y consideró la necesidad de afrontarlos de una manera profesional, contemplando también el aspecto de la reputación digital.
Al regresar a España en 2007,  fundó la empresa OnBranding, con un objetivo concreto, las crisis reputacionales y la gestión de la reputación digital de las empresas. Tras instalarse en Barcelona, la empresa fue adquiriendo peso y ampliando sus cometidos. La empresa, de la que es directora ejecutiva, está especializada en identidad digital, ciberseguridad y reputación online. Además de ocuparse de las campañas de desprestigio de compañías relevantes, y de establecer escudos de seguridad, también ha desarrollado una labor de protección de personas en el ámbito digital, sobre todo mujeres que son víctimas de suplantación de identidad en redes sociales.   
En 2016 estableció el servicio “Celebrandsec” junto con Legal Consultors, para la gestión de la reputación digital de las personas famosas o celebrities, ante los numerosos casos de hackeo o secuestro y suplantación de las cuentas de los famosos en Instagram o Facebook. Estas cuentas son revendidas a sectores criminales o sirven para extorsionar a sus dueños.
También desde 2016 es perito judicial colaborando con la administración de justicia en Identidad digital, reputación online e imagen, y protección de identidad digital de testigos protegidos. Forma parte de la Asociación Catalana de Peritos Judiciales y Forenses.
Como perito judicial tiene una relación constante con los juzgados y la policía, en la persecución de los delitos digitales. Por ello, ha sido amenazada de muertes en varias ocasiones debido a sus ciber investigaciones en la dark web o zonas oscuras de internet donde se aloja parte del mundo criminal.

## Docencia
En cuanto a su labor formativa, es profesora en distintas universidades y escuelas de negocios:
- ESIC (2010- ....):  Master en reputación online y comunidades online.
- EAE Business School (2011- ...): Comercio Electrónico y Máster en Marketing Online.
- INESDI Digital Business School (2012-..)  Seguridad en Redes Sociales, SMO, Blogging y Herramientas de Contenidos y directora del postgrado en Ciberseguridad.
- Instituto CRIAP (2015-...): Directora del Posgrado Ciber Crimen
- Universitat de Barcelona, Instituto de Formación Continua IL3: Profesora en ciberseguridad (2016) y Ciberintel·ligència (2017).
- Universidad Francisco de Vitoria (2019-...): profesora de SOCMINT, Social Media intelligence y Máster en Ciberinteligencia.[5]

## Colaboración con medios
Como divulgadora de los temas de ciberseguridad, es colaboradora asidua en diversos programas de radio y televisión. Desde 2016 participa en el programa matinal “ El matí a Ràdio 4” de RTVE,  y desde 2017 del programa ``Expediente Marlasca” de La Sexta. Ha tenido diversas intervenciones en  programas de Cataluña Radio 2, RAC1, y Onda Cero.El balcón de SER Catalunya, Revolución 4.0 de Catalunya Radio, LA RED en la Sexta, Els Matins de Catalunya Radio, Altaveu de La2, Col.lapse de TV3, AR de Telecinco, ó Y ahora Sonsoles de Antena 3.

## Publicaciones
- Social media business intelligence (2014), IMF, octubre 2014
- Marketing relacional (2017), Ediciones Roble, ISBN 978-84-16756-50-6
- Identidad digital y socmint (2020),ISBN: AE-2020-20014181[11]

- Selva Orejón y Rubén Ríos (2020) Identidad digital: métodos de análisis y valoración de pérdida de imagen en la red, ISBN 978-1707007219
- Rubén Ríos y Selva Orejón (2020) “Caso de una menor desaparecida con su hijo recién nacido” en Jorge Nogueira (coord.) Tratado de investigação criminal tecnológica.